# 서정민 (배우)
서정민(1972년 2월 21일~)은 대한민국의 미스코리아 출신 전 배우이다.

## 주요 이력
1990년 미스코리아 진(眞)에 선발되며 연예계에 데뷔하였다.

### 기타
1993년 12월, 미스코리아 선발 주최사와 미용실 원장 간의 의혹 수사로 연예계에서 은퇴하였으며 이후 재판에서 의혹은 무혐의 종결되었다. 결혼 후 캐나다에서 거주하는 것으로 알려졌다.

## 학력
- 영파여자중학교 졸업
- 영파여자고등학교 졸업
- 세종대학교 무용학 (학사)
- 세종대학교 무용학 (석사)

## 출연작

### 드라마
- 1992년 SBS 주말극장 《두려움 없는 사랑》 - 강주희 역
- 1993년 SBS 아침드라마 《사랑의 조건》 - 홍이화 역